# Brooke Elliott
Brooke Elliott (Fridley, 16 novembre 1974) è un'attrice e cantante statunitense.

## Biografia
È nata a Fridley, Minnesota, da Robert, un city manager, e Kathleen Elliott. Ha una sorella, Jamie Alexander, ed un fratello, Adam Elliott. I suoi genitori hanno detto che ha cominciato a cantare quando aveva tre anni, ed esistono riprese di lei mentre canta You Light Up My Life. La sua famiglia si trasferì in diverse occasioni, prima a Blaine, Minnesota , e poi in un altro stato nel Missouri, Oklahoma e Illinois, stabilendosi infine a Riverview (Michigan) quando frequentava il liceo. Si è diplomata alla Gabriel Richard Catholic High School nel 1993, ed è apparsa in produzioni delle scuole superiori come Riccardo III e Giuseppe per poi proseguire gli studi alla Western Michigan University laureandosi nel 1998 con un Bachelor of Fine Arts in Performance Musical Theatre.
Ha poi lavorato come meteorologa e come cameriera mentre frequentava corsi di recitazione con Bob Krakower, e ha curato la sua vocalità con Jane Grazia Kennedy.
Per dieci settimane nel 1999 è stata un membro della compagnia teatrale di Chicago. Si è esibita in Robin Hood: principe dei ladri e Schegge di follia. Poi ha girato gli Stati Uniti durante il suo primo ruolo teatrale professionale come nella versione americana de La Bella e la Bestia. Inoltre è comparsa nel cast di Wicked durante il suo tour nel Nord America, al fianco di Adam Lambert, che l'ha poi sostenuta quando è apparsa ad American Idol.
Ha ottenuto il suo primo provino a Broadway in un ruolo accanto Boy George in Taboo ma Rosie O'Doneell in un primo momento la definì "troppo fresca" per quel ruolo, quindi le permise di tornare per un secondo tentativo. Elliott spese $ 117 per cambiare il suo abbigliamento ed il suo make-up in modo da essere più adatta al ruolo. O'Donnell ha rimborsato la Elliott quando le è stato assegnato un ruolo nello spettacolo. La produzione chiuse dopo solo un centinaio di spettacoli, ma la O 'Donnell successivamente ha elogiato la passione della Elliott per lo spettacolo. Brooke Elliott ha continuato con La regina dei pirati, partendo da Chicago nel 2006 per poi approdare a Broadway nel 2007.
Il suo primo ruolo sul grande schermo è stato per il film che vede come protagonista Mel Gibson in What Women Want, nel 2000. Il suo primo ruolo per una serie televisiva è stato in un episodio di Law & Order. Nel 2009, è stata lanciata come protagonista di Drop Dead Diva nel ruolo di Jane Bingum, telefilm prodotto da Craig Zadan, il quale affermò "Abbiamo dovuto trovare qualcuno che fosse una bella in primo piano e che potesse fare sia commedia che dramma, e con Brooke, abbiamo fatto centro". Dopo l'episodio pilota della serie, il New York Times ha descritto la Elliott come "convincente, e toccante, sempre un po' di più" e il Los Angeles Times ha scritto: "un'attrice teatrale con una favolosa comicità e grande flessibilità drammatica". In seguito ha interpretato il ruolo di Dana nella serie televisiva Il colore delle magnolie.
Ha parlato della percezione delle attrici di taglie forti in televisione e descrive il suo corpo come di dimensioni normali, affermando "La maggior parte delle donne in America è simile a me. È una delle cose che amo dello spettacolo".

## Filmografia

### Cinema
- What Women Want - Quello che le donne vogliono (What Women Want), regia di Nancy Meyers (2000)

### Televisione
- Law & Order - Il verdetto (Law & Order: Trial by Jury) – serie TV, episodio 1x03 (2005)
- Drop Dead Diva – serie TV, 78 episodi (2009–2014)
- Dolly Parton: Le corde del cuore (Dolly Parton Heartstrings) – serie TV, episodio 1x03 (2019)
- Il colore delle magnolie (Sweet Magnolias) - serie TV, 40 episodi (2020-in corso)

### Teatro
- Wicked – nel ruolo di Madame Morrible (2005-2007)
- The Pirate Queen – nel ruolo di Majella (2007)

## Discografia

### Partecipazioni
- 2003 - Taboo - Original Broadway Cast - come Big Sue
- 2007 - The Pirate Queen - Original Broadway Cast - come Majella
- 2010 - Drop Dead Diva - Musica dalla serie televisiva originale

## Riconoscimenti
Ha ricevuto tre candidature agli Emmy Award, vincendo nel 2010 come "Star femminile nascente di una serie comica".

## Doppiatrici italiane
Nelle versioni in italiano delle opere in cui ha recitato, Brooke Elliott è stata doppiata da:
- Eleonora De Angelis in Drop Dead Diva, Il colore delle magnolie
- Daniela Calò in Law & Order - Il verdetto
- Stella Musy in Dolly Parton: Le corde del cuore